# کلیدزنی بهره
کلیدزنی بهره (به انگلیسی: Gain-switching) یک تکنیک در نورشناسی است که به وسیلهٔ آن می‌توان لیزر را برای تولید پالس‌های نوری با مدت زمان بسیار کوتاه، در مرتبهٔ پیکوثانیه (12-10) ایجاد کرد.
در لیزر نیم‌رسانا، پالس‌های نوری با تزریق حامل‌های زیادی (الکترون) به ناحیه فعال قطعه تولید می‌شوند و تراکم حامل را در آن منطقه از پایین به بالاتر از آستانه لیزرتابی می‌رسانند. وقتی تراکم حامل از آن مقدار فراتر رود، گسیل تحریکی متعاقب آن منجر به تولید تعداد زیادی فوتون می‌شود.
با این حال، حامل‌ها در نتیجه گسیل تحریکی سریع‌تر از تزریق تخلیه می‌شوند؛ بنابراین تراکم حامل در نهایت به زیر آستانه لیزرتابی کاهش می‌یابد که منجر به خاتمه خروج نور می‌شود. اگر تزریق حامل در این دوره متوقف نشده باشد، تراکم حامل در ناحیه فعال می‌تواند یک بار دیگر افزایش یابد و این روند دوباره تکرار شود.
شکل سمت راست یک پالس معمولی را نشان می‌دهد که با کلیدزنی-بهره با جریان تزریق سینوسی در ۲۵۰ مگاهرتز ایجاد می‌شود و یک پالس تقریباً ۵۰ پیکوثانیه‌ای را تولید می‌کند. تراکم حامل در طی پالس کاهش می‌یابد، و متعاقباً به دلیل ادامه تزریق جریان افزایش می‌یابد، و یک پالس ثانویه کوچک‌تر تولید می‌شود. اگر جریان تزریق در زمان مناسب به سرعت خاموش شود، به عنوان مثال با استفاده از مدار دیود بازیابی پله‌ای، یک سیگنال پالس نوری ۵۰ پیکوثانیه‌ای را می‌توان تولید کرد.
برای لیزرهای رنگی و حالت-جامد، کلیدزنی بهره (یا پمپاژ همزمان) معمولاً شامل محیط بهره لیزر است که با لیزر پالس دیگری پمپ می‌شود. از آنجا که پالس‌های پمپ کوتاه مدت هستند، بهره نوری فقط برای مدت کوتاهی در لیزر وجود دارد که منجر به خروجی پالس می‌شود. کلیدزنی-کیو معمولاً برای تولید خروجی پالسی از این نوع لیزرها استفاده می‌شود، زیرا می‌توان به پالس‌هایی با قدرت اوج بسیار بالاتری دست یافت.
اصطلاح کلیدزنی بهره از این واقعیت بدست می‌آید که وقتی چگالی حامل یا شدت پمپ در ناحیه فعال قطعه زیر آستانه باشد، و وقتی چگالی حامل یا شدت پمپ از آستانه لیزرتابی عبور می‌کند، کلیدها به مقدار مثبت تغییر می‌کند.